# Nagycenk
Nagycenk (németül: Großzinkendorf vagy Zinkendorf) nagyközség Győr-Moson-Sopron vármegyében, a Soproni járásban.

## Fekvése
A Nyugat-magyarországi peremvidéken az Ikva-síkon helyezkedik el. A határ délnyugati rész dombos és a Soproni-hegység nyúlványaihoz kapcsolódik.

### Megközelítése

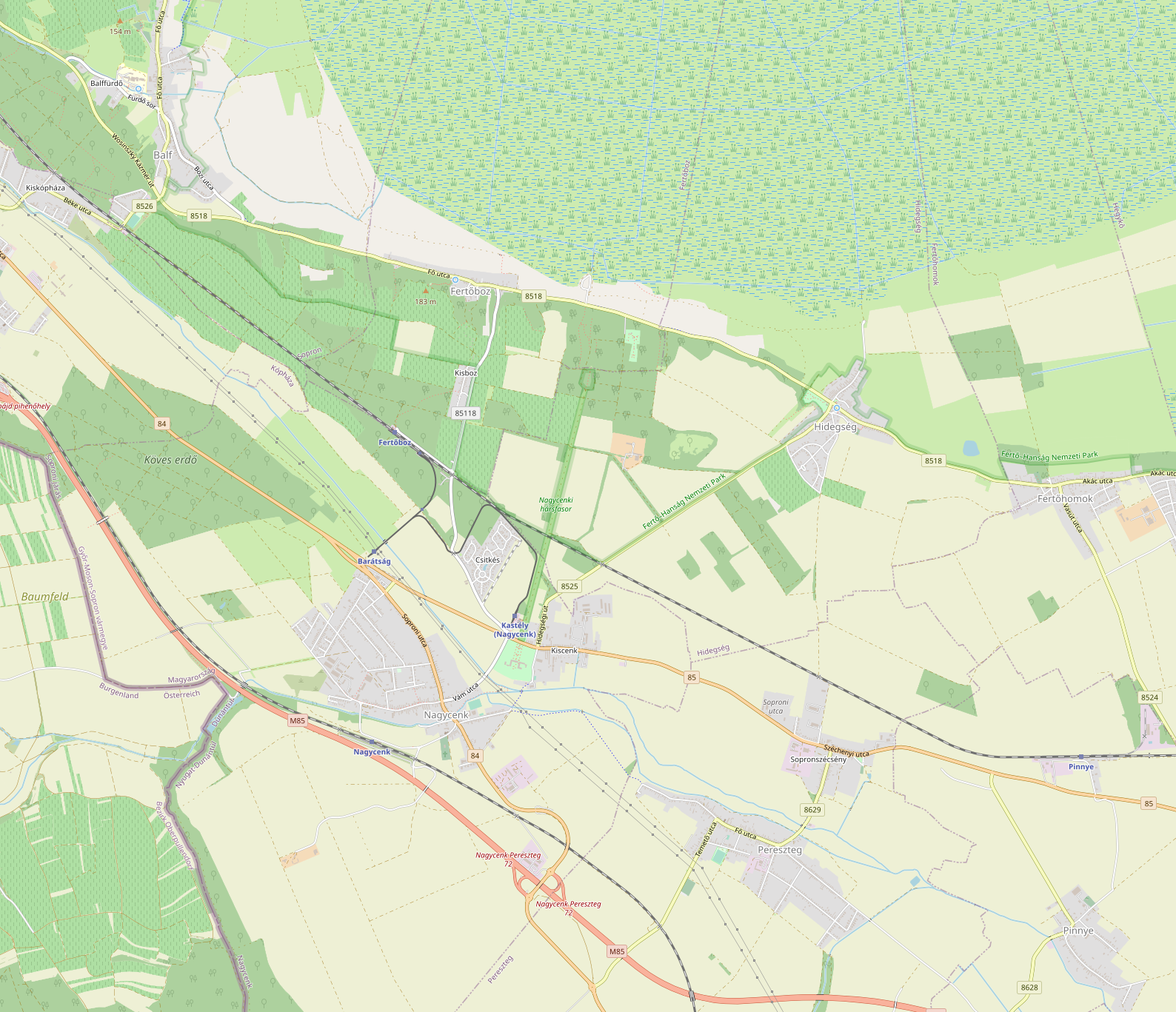
Nagycenk környékének térképe

Két legfontosabb közúti megközelítési útvonala a 84-es és a 85-ös főút, amelyek a közigazgatási területén – belterületének nyugati szélén – találkoznak egymással. Fontos elérési útvonala az M85-ös autóút is, amely a forgalomba helyezése óta jelentős mértékben tehermentesíti az áthaladó forgalom alól a települést.
A környező községek közül Hidegséget a 8525-ös út, Fertőbozt pedig a 85 118-as számú mellékút kapcsolja össze Nagycenkkel.
A hazai vasútvonalak közül a Győr–Sopron-vasútvonal és a Sopron–Szombathely-vasútvonal is érinti, de ma már csak ez utóbbin érhető el; az 1865 óta működő Nagycenk vasútállomás a belterület déli peremén helyezkedik el és a 84-es főútról érhető el, a 86 314-es számú mellékúton. A Győr–Sopron-vasútvonalon levő egykori megállója (Nagycenk–Hidegség megállóhely) az 1990-es években megszűnt.

## Nevének eredete
A község nevét 1291-ben írták le először egy latin nyelvű birtokeladási oklevélben, ekkor Zenknek hívták. A két Cenk megkülönböztetésére időnként jelzős nevek is feltűnnek, például 1359-ből: Gudurzenk (Gödörcenk) A Nagy Czenk név 1544 óta ismeretes. Kiscenk, németül Kleinzinkendorf első ismert neve Tótcenk volt. 1544-től már Dávid Czenknek írják.

## Története
Késői ásatások (1904-ben) őskori telepet tártak fel. A réz- és bronzkorból is találtak leleteket. Hallstatti korú hamvasztásos sírt, római és avar kori temetőt is feltártak. A község határában római kori kőépület maradványait lelték fel.
A község első birtokosai Czenki Demeter és Lőrinc, majd Osli Gergely; később a Kanizsay család, a Poki család, majd az Ember család volt. Ez utóbbi család kihalása után 1570-ben a Nádasdyak birtokába került a két község (Kiscenk és Nagycenk). A török időkben német és vallon katonaság járta és pusztította a környéket (1590). Később Bethlen Gábor hadjáratától szenvedett a lakosság. Miután Nádasdy III. Ferencet kivégezték, mert részt vett a Wesselényi-összeesküvésben, a cenki birtok 1671-ben a királyi kincstárra szállt át. I. Lipót, Draskovich Miklósnak adományozta az elkobzott Nádasdy-birtokok közül Sárvárt és a hozzá tartozó Alsó- és Felsővidéket – utóbbihoz tartozott Cenk is.
Hogy a birtokok örökjogon a Draskovich család birtokába kerülhessen, több pénzt kellett volna fizetnie, mint amennyi elő tudott teremteni. Draskovich ezért elzálogosította Széchényi György győri püspöknek a birtokok egy részét. Az egyezség (1678) szerint Széchényi György érsek, valamint testvére és gyermekei harmadíziglen birtokolhatták a javakat. A Széchényi családra a vagyon véglegesen csak örököse és unokaöccse, II. Széchényi György révén szállt át 1711-ben, és ez tette lehetővé, hogy a család a magyarországi főnemesek közé emelkedjen.
A vasúti közlekedést a Déli Vasút indította el 1865-ben a Wiener Neustadt-Nagykanizsa közti vonalon.
Nagycenk és Kiscenk sokáig két önálló község volt. Közigazgatásilag 1893. október 1-jén egyesítették őket Nagycenk néven, de máig sem épültek össze teljesen. Az uradalom és a község 1945-ig a Széchenyiek birtoka volt.
Az 1921-ben, Sopronban és környékén tartott népszavazás során Nagycenken született a legnagyobb arányú Magyarország melletti kiállás: a szavazók 99,5%-a Magyarországot választotta, míg Ausztriát csak 0,5%.

## Elnevezései más nyelveken
Németül a nagyközség neve Großzinkendorf. Horvátul három neve van: a kópházi horvátok Cienkának, a fertőhomoki horvátok Cienjkának, a bezenyeiek pedig Cinkának hívták.

## Címerének leírása
A címer: álló, csücskös talpú, enyhén íves oldalú pajzs piros mezejében arányosan elrendezve lebeg jobb oldalon fent, három, arany színű, keresztbe tett gabonaszál, középen lent arany színű ekevas, bal oldalon fent pedig szárával felfelé álló arany színű szőlőfürt. A pajzson aranyszínű, rubin kövekkel díszített ötágú liliomos korona ül. A címert két keresztbe tett zöld pálmaág övezi.
A címerkép kialakulásáig az alábbi pecsétnyomók voltak a település jelképei: CENC
Kerek talpú pajzsban balra néző lebegő ekevas, jobbról és balról a pajzskeretből benövő leveles virág. Előfordulás ideje: 1780.
A pecsét mezejében balra néző lebegő ekevas, jobbról három búzakalász, balról, egylevelű szőlővesszőről lecsüngő szőlőfürt, felette: N E M W monogram, melyet ötágú gyöngyös korona tetőz. Szárukkal alul összefonódó pálmalevelek. Előfordulás ideje: 1864.
Kis Czenk – Villa Tothchynk 1281.- Zenk 1291.
A pecsét mezejében jobbra vágtató lovas vitéz, jobbjában kardját vágásra emeli, lova alatt skorpió. A pecsét mezejében élével balra néző, lebegő ekevas, felette K C monogram. Kétoldalt pálmalevelek. Előfordulás ideje: 1782
Kis-Czenk és Nagy-Czenk települések egyesülése után:
NAGYCZENK KÖZSÉG * SOPRON VÁRMEGYE *
A pecsétképből hiányzik a monogram, egyébként azonos az 1864. évi lenyomattal.
1902.
SOPRON VÁRMEGYE NAGYCZENK KÖZSÉG *1906 *
A monogram nélküli pecsétképet csücskös pajzs vörös mezejébe helyezték.

## Közélete

### Polgármesterei
- 1990–1994: Fekete Lajos (független)[6]
- 1994–1998: Fekete Lajos (független)[7]
- 1998–2002: Udvardi Imréné (független)[8]
- 2002–2006: Udvardi Imréné (független)[9]
- 2006–2007: Ivánkovics Ottó Ferenc (független)[10]
- 2007–2010: Ivánkovics Ottó Ferenc (független)[11]
- 2010–2011: Ivánkovics Ottó Ferenc (Fidesz-KDNP)[12]
- 2011–2014: Csorba János (független)[13][14]
- 2014–2019: Csorba János (független)[15]
- 2019–2024: Csorba János (független)[16]
- 2024– : Csorba János (független)[1]

A településen a 2006–2010 közti önkormányzati ciklus körülbelül negyedénél, 2007. október 21-én időközi polgármester-választást (és képviselő-testületi választást) kellett tartani, mert az előző képviselő-testület néhány hónappal azelőtt feloszlatta magát. A választáson feltehetőleg az addigi polgármester is elindult bár családneve a hivatkozott forrásban egy ékezetnyi eltéréssel szerepel , és három jelölt közül, a második helyezettel szemben elég szoros küzdelemben ugyan, de meg is nyerte azt.
A következő önkormányzati ciklusnak nagyjából ugyanebben a szakaszában újból időközi polgármester-választást (és képviselő-testületi választást) kellett tartani Nagycenken – 2011. november 15-én, rendhagyó módon egy hétköznapi, keddi napon –, ismét azért, mert a képviselő-testület augusztusban feloszlatta magát, a képviselők és a polgármester közti kommunikációs nehézségekre hivatkozva. Az időközi választáson a polgármesteri tisztséget az addigi alpolgármester szerezte meg.

## Népesség
A település népességének változása:
| Lakosok száma | 1945 | 1975 | 2003 | 2625 | 2704 | 2684 | 2763 |
|               | 2013 | 2014 | 2015 | 2021 | 2022 | 2023 | 2024 |

A 2011-es népszámlálás során a lakosok 88%-a magyarnak, 0,7% horvátnak, 3,3% németnek, 0,2% románnak, 0,2% szlovénnek mondta magát (11,3% nem nyilatkozott; a kettős identitások miatt a végösszeg nagyobb lehet 100%-nál). A vallási megoszlás a következő volt: római katolikus 68%, református 2,4%, evangélikus 2,5%, görögkatolikus 0,4%, felekezeten kívüli 5,9% (19,9% nem nyilatkozott).
2022-ben a lakosság 91,2%-a vallotta magát magyarnak, 4,8% németnek, 0,6% horvátnak, 0,3% cigánynak, 0,3% románnak, 0,1-0,1% szerbnek, szlovénnek és szlováknak, 1,9% egyéb, nem hazai nemzetiségűnek (8,4% nem nyilatkozott; a kettős identitások miatt a végösszeg nagyobb lehet 100%-nál). Vallásuk szerint 40% volt római katolikus, 3,8% evangélikus, 3,4% református, 0,2% görög katolikus, 0,6% egyéb keresztény, 1,1% egyéb katolikus, 9,8% felekezeten kívüli (40,6% nem válaszolt).

## Nevezetességei
- Fő látnivalója a Széchenyi-kastély, amely 2016 óta nemzeti emlékhely.
- A Széchenyi István Emlékmúzeumot a kastélyban rendezték be.
- A kastély bejárata előtt indul a védett hársfasor, amit Barkóczy Zsuzsanna telepíttetett.
- A több mint két kilométer hosszúságú Széchenyi-hársfasor végén található a legnagyobb magyar fiának és feleségének, Széchenyi Bélának és fiatalon elhunyt nejének, Erdődy Hannának sírhelye, a szarkofág Kundmann Károly bécsi szobrász vörös svéd gránitból készült alkotása.[21][22]
- A Széchenyi család mauzóleuma (jelenleg ravatalozóként is üzemel) a plébániatemplom mögött található.
- A Szent István tiszteletére szentelt templom előtti téren áll Széchenyi István szobra.
- A Széchenyi-kastély közelében, 1972-ben épült meg a 760 mm nyomtávú Széchenyi Múzeumvasút.
- A Hűségkút nevű térplasztikát 2002-ben állították az 1921-es népszavazás emlékére. Egy „országfát” ábrázol, amelynek tetején a magyar címert egy turulmadár tarja a csőrében.[23]

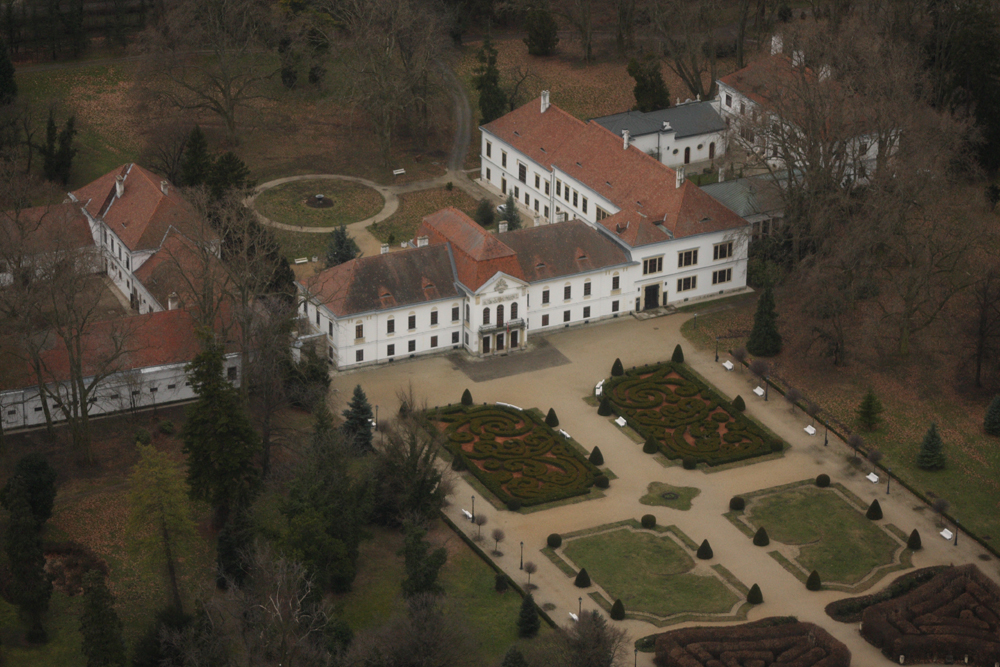
A kastély és a park
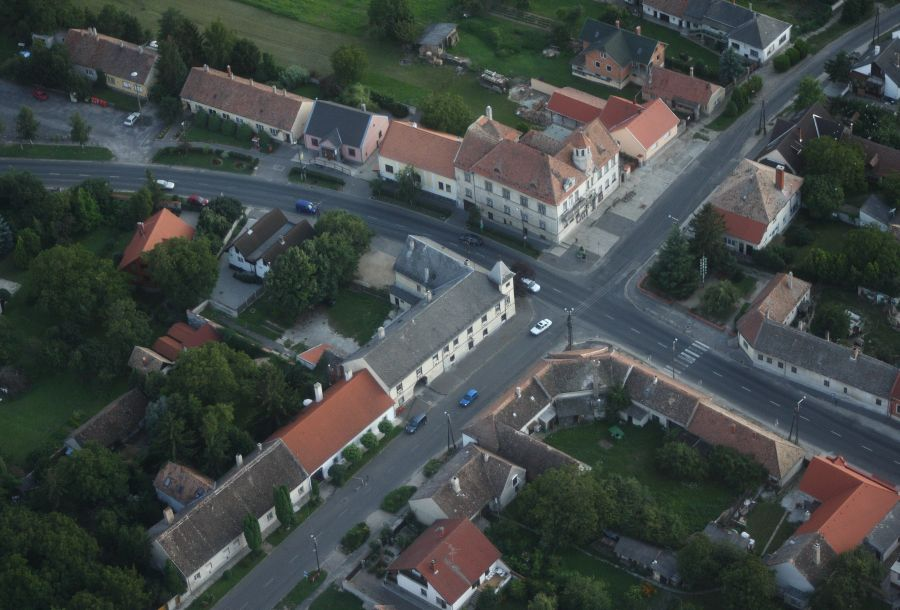
A faluközpont és a Községháza
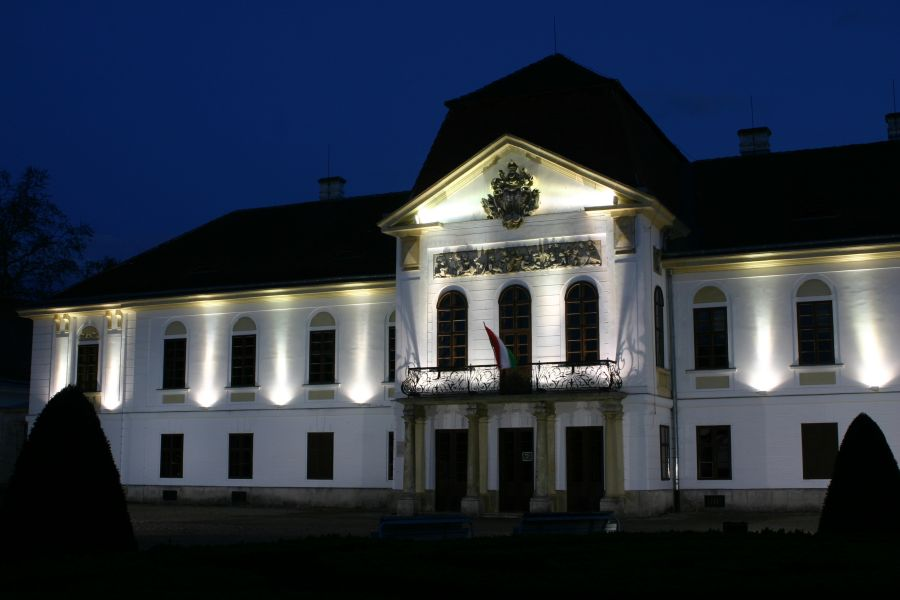
A kastély díszkivilágítása
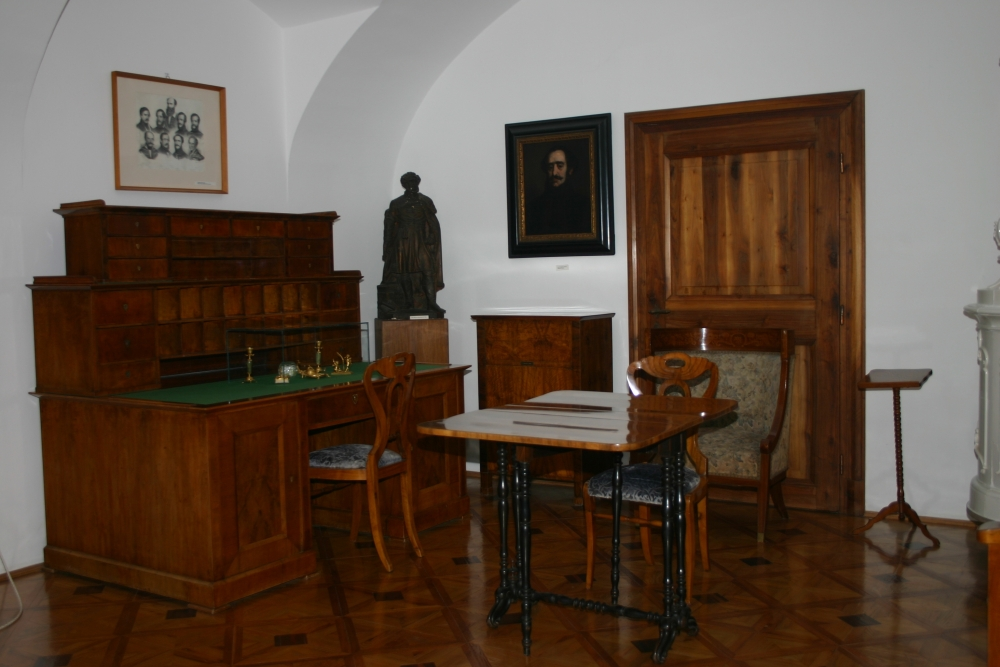
Széchenyi István dolgozószobája a kastélymúzeumban
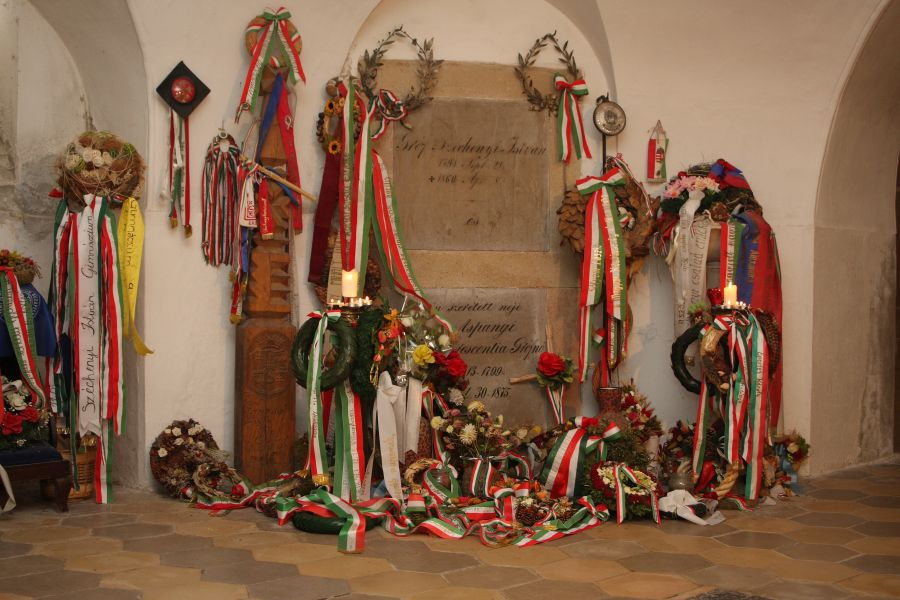
Széchenyi István kriptája
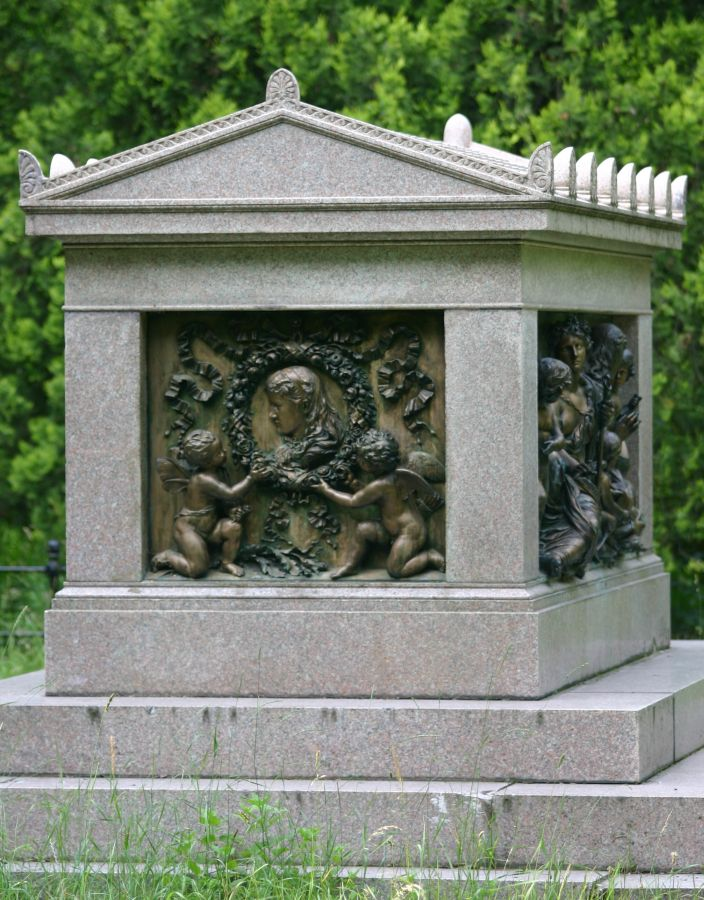
Széchenyi Béla és felesége síremléke
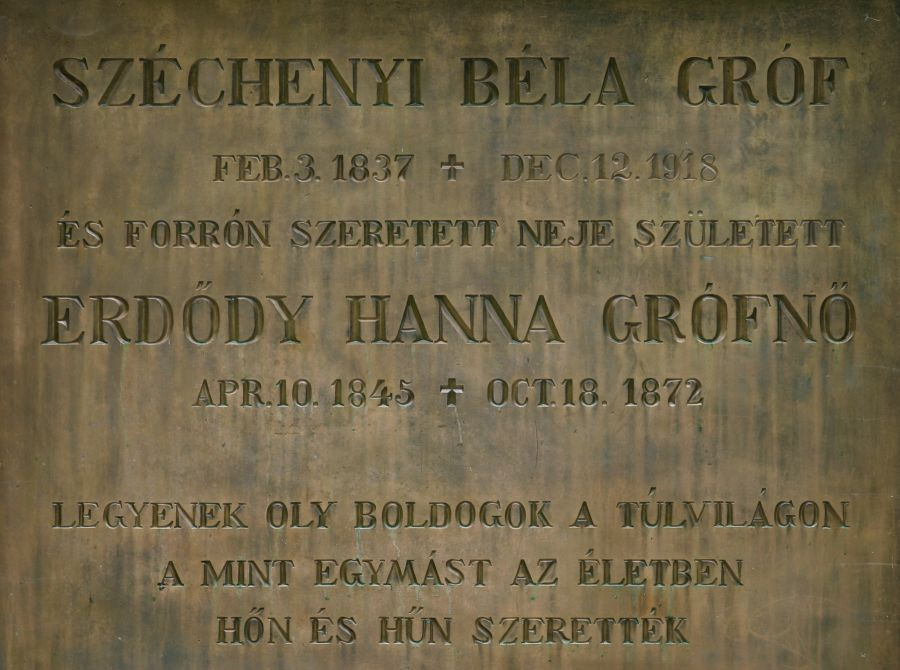
A síremlék felirata
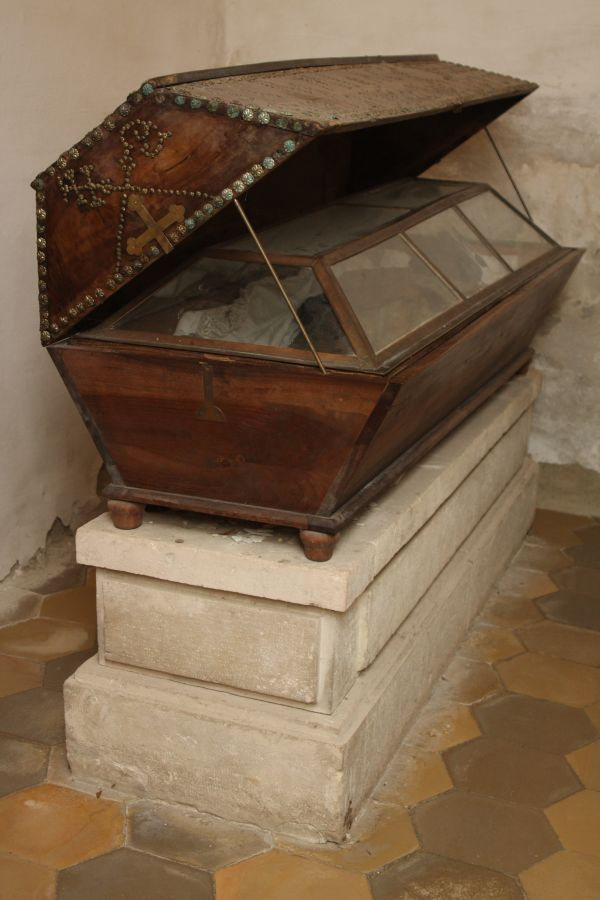
Széchényi Pál üvegkoporsója a sírboltban
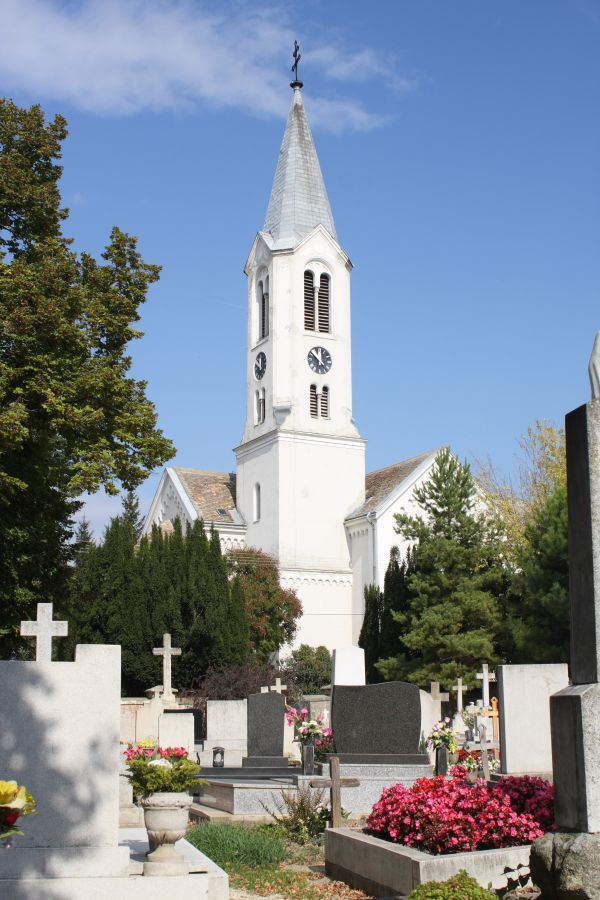
Nagycenk temploma
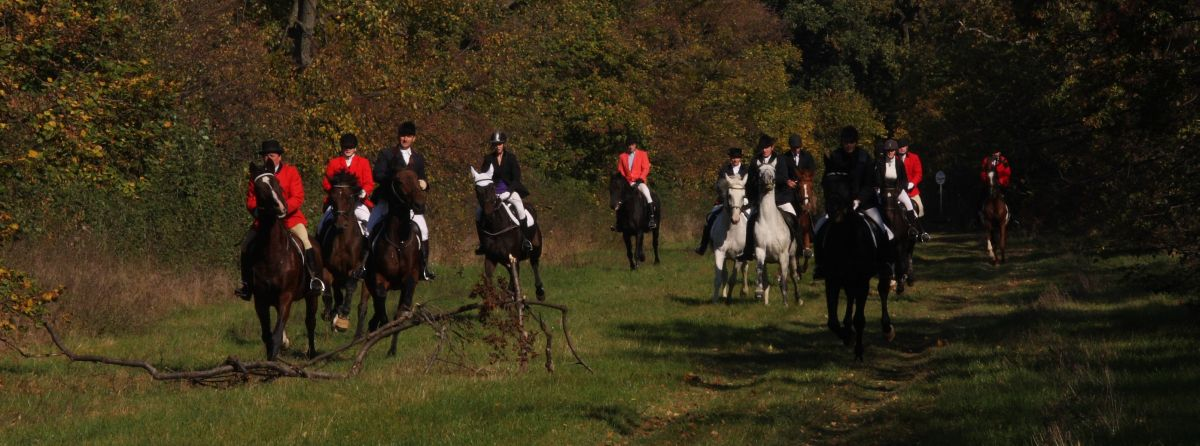
Lovasverseny a Hársfasoron
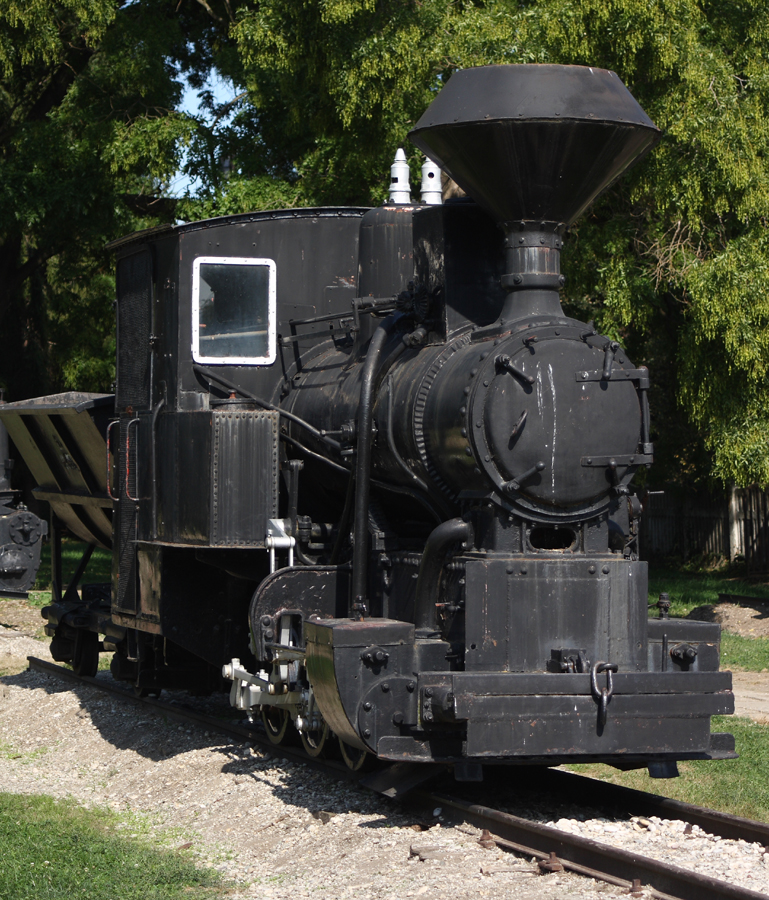
Kisvasúti mozdony a szabadtéri kiállításon
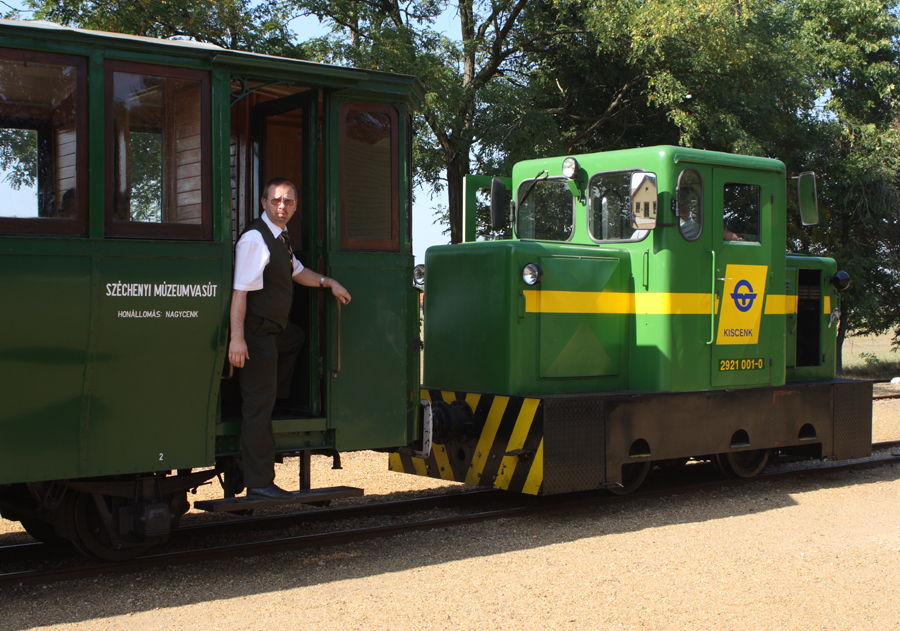
Dízelvontatású szerelvény a kisvasúton

### További látnivalók
- Old Timer Autó-Motor Kiállítás (Kiscenki u. 60.)
- Ipartörténeti magánmúzeum, melyet 2008-ban hozott létre Gráf Gyula asztalosmester a szülői házban. A régi mesterségek szerszámkiállítása[24] abból az ötletből jött létre, hogy a mester évtizedek óta gyűjtötte a szerszámokat. Sok van közöttük, amit már nem használnak és a szakemberek sem ismernek fel. A tárlat közvetlenül a templom mellett (Széchenyi tér 18.) tekinthető meg.

## Légi fotó galéria

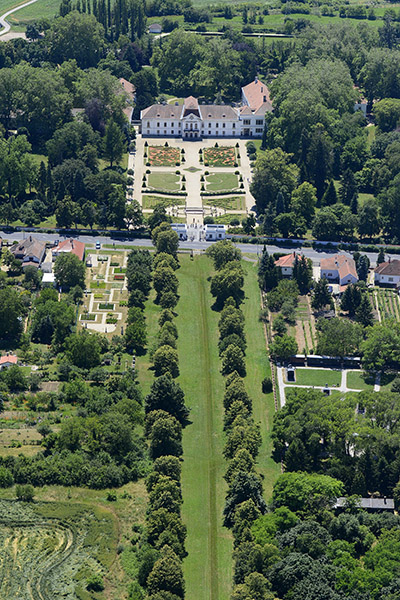
A kastélyparkhoz tartozó védett hársfasor a magasból
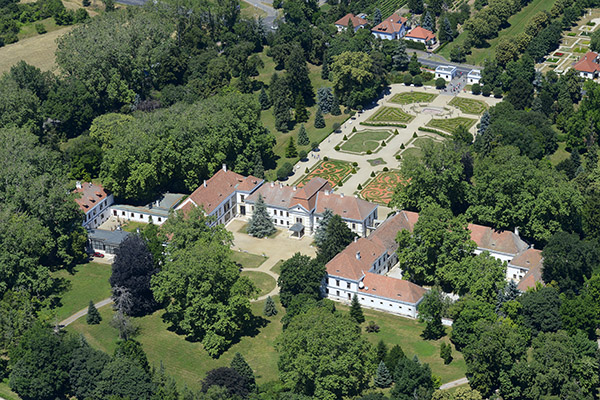
A Széchenyi-kastély légi felvételen, Nagycenk
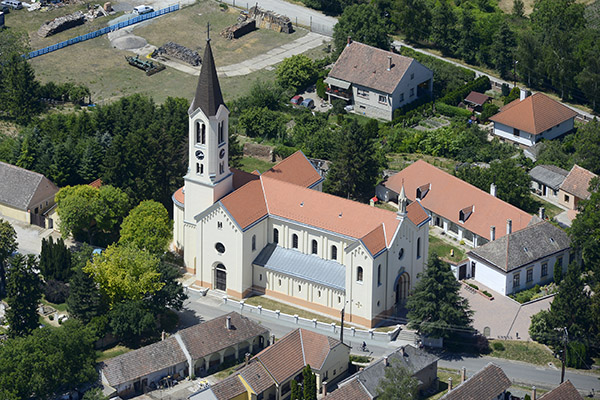
Nagycenk temploma légi felvételen
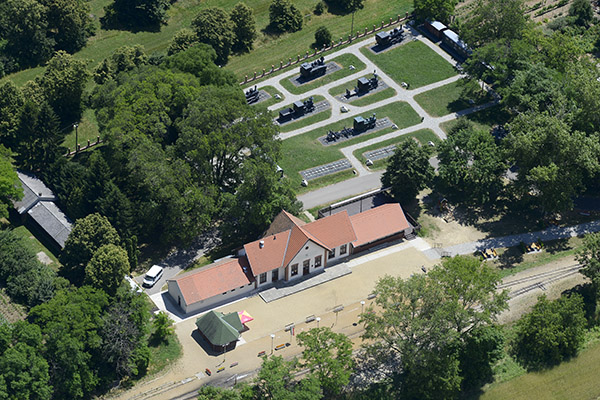
A Nagycenki Széchenyi Múzeumvasút madártávlatból
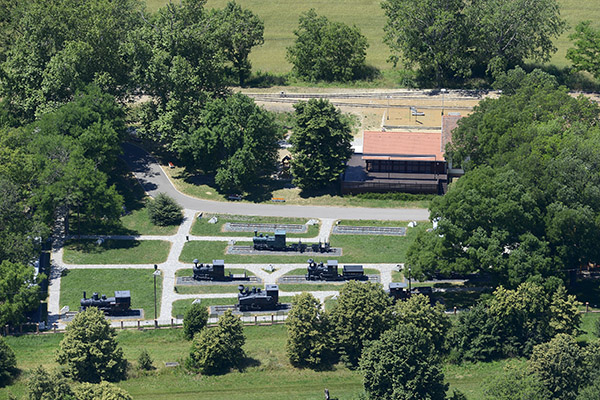
Széchenyi Múzeumvasút légi fotója, Nagycenk
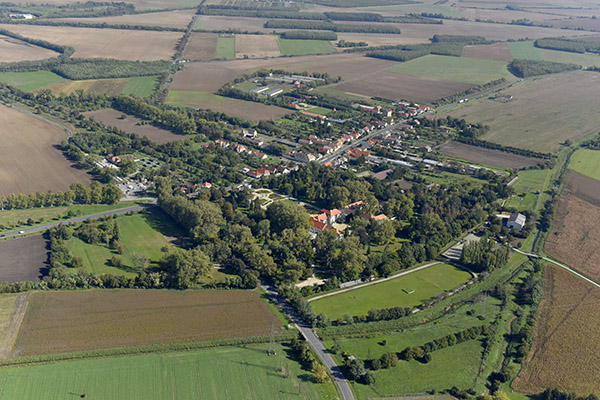
Nagycenk látképe madártávlatból

## Lásd még
- Nagycenki Széchenyi Múzeumvasút (1969-1972 között épült; Fertőbozt Nagycenkkel köti össze.)
- Széchenyi-kastély (Nagycenk)